# Ministri degli affari esteri della Bulgaria
Il presente elenco raccoglie tutti i nomi dei ministri degli affari esteri della Bulgaria, dalla costituzione successiva alla liberazione della Bulgaria del 1879. Fino al 1947 la denominazione fu "Ministro degli affari esteri e delle denominazioni religiose"

## Lista

### Principato di Bulgaria (1879-1908)
| Ministro                                | Ministro         | Ministro                                    | Partito                                                  | Governo                      | Mandato           | Mandato           |
| Ministro                                | Ministro         | Ministro                                    | Partito                                                  | Governo                      | Inizio            | Fine              |
| --------------------------------------- | ---------------- | ------------------------------------------- | -------------------------------------------------------- | ---------------------------- | ----------------- | ----------------- |
| Affari esteri e denominazioni religiose |                  |                                             |                                                          |                              |                   |                   |
|                                         |                  | Marko Balabanov (1837-1921)                 | Partito Conservatore                                     | Burmov                       | 17 luglio 1879    | 6 dicembre 1879   |
|                                         |                  | Grigor Načovič (1845-1920)                  | Partito Conservatore                                     | Drumev I                     | 6 dicembre 1879   | 7 aprile 1880     |
|                                         |                  | Dragan Cankov (1828-1911)                   | Partito Liberale                                         | Cankov I                     | 7 aprile 1880     | 10 dicembre 1880  |
|                                         |                  | Nikola Stojčev (1845-1898)                  | Partito Liberale (1880-1881) Partito Conservatore (1881) | Karavelov I                  | 10 dicembre 1880  | 9 maggio 1881     |
|                                         | Ehrnrooth        | Nikola Stojčev (1845-1898)                  | Partito Liberale (1880-1881) Partito Conservatore (1881) | 9 maggio 1881                | 13 luglio 1881    |                   |
|                                         |                  | Konstantin Stoilov (ad interim) (1853-1901) | Partito Conservatore                                     | Sesto governo della Bulgaria | 13 luglio 1881    | 11 agosto 1881    |
|                                         |                  | Georgi Vălkovič (1833-1892)                 | Partito Conservatore                                     | Sesto governo della Bulgaria | 11 agosto 1881    | 6 luglio 1882     |
| Sobolev                                 | 6 luglio 1882    | Georgi Vălkovič (1833-1892)                 | Partito Conservatore                                     | 26 gennaio 1883              |                   |                   |
| Sobolev                                 |                  |                                             | Konstantin Stoilov (1853-1901)                           | Partito Conservatore         | 26 gennaio 1883   | 15 marzo 1883     |
| Sobolev                                 |                  |                                             | Kirjak Cankov (ad interim) (1847-1903)                   | Partito Liberale             | 15 marzo 1883     | 19 settembre 1883 |
|                                         |                  | Marko Balabanov (1837-1921)                 | Partito Liberale                                         | Cankov II                    | 19 settembre 1883 | 14 gennaio 1884   |
| Cankov III                              | 14 gennaio 1884  | Marko Balabanov (1837-1921)                 | Partito Liberale                                         | 11 luglio 1984               |                   |                   |
|                                         |                  | Ilija Canov (1835-1901)                     | Partito Liberale                                         | Karavelov II                 | 11 luglio 1984    | 21 agosto 1886    |
|                                         |                  | Hristo Stojanov (1842/45-1895)              | Indipendente                                             | Drumev II                    | 21 agosto 1886    | 24 agosto 1886    |
|                                         |                  | Konstantin Stoilov (1853-1901)              | Partito Conservatore                                     | Karavelov III                | 24 agosto 1886    | 28 agosto 1886    |
|                                         |                  | Grigor Načovič (1845-1920)                  | Partito Conservatore                                     | Radoslavov I                 | 28 agosto 1886    | 12 luglio 1887    |
| Stoilov I                               | 12 luglio 1887   | Grigor Načovič (1845-1920)                  | Partito Conservatore                                     | 1º settembre 1887            |                   |                   |
|                                         |                  | Georgi Stranski (1847-1904)                 | Partito Liberale Popolare                                | Stambolov                    | 1º settembre 1887 | 16 giugno 1890    |
|                                         |                  | Stefan Stambolov (ad interim) (1854-1895)   | Partito Liberale Popolare                                | Stambolov                    | 16 giugno 1890    | 14 novembre 1890  |
|                                         |                  | Dimităr Grekov (1847-1901)                  | Partito Liberale Popolare                                | Stambolov                    | 14 novembre 1890  | 31 maggio 1894    |
|                                         |                  | Grigor Načovič (1845-1920)                  | Partito Popolare                                         | Stoilov II                   | 31 maggio 1894    | 22 dicembre 1894  |
| Stoilov III                             | 22 dicembre 1894 | Grigor Načovič (1845-1920)                  | Partito Popolare                                         | 22 febbraio 1896             |                   |                   |
| Stoilov III                             |                  |                                             | Konstantin Stoilov (1853-1901)                           | Partito Popolare             | 22 febbraio 1896  | 30 gennaio 1899   |
|                                         |                  | Dimităr Grekov (1847-1901)                  | Indipendente                                             | Grekov                       | 30 gennaio 1899   | 13 ottobre 1899   |
|                                         |                  | Todor Ivančov (1858-1906)                   | Indipendente                                             | Ivančov I                    | 13 ottobre 1899   | 10 dicembre 1900  |
|                                         |                  | Dimităr Tončev (1859-1937)                  | Partito Liberale (Radoslavisti)                          | Ivančov II                   | 10 dicembre 1900  | 21 gennaio 1901   |
|                                         |                  | Račo Petrov (ad interim) (1861-1942)        | Indipendente                                             | Petrov I                     | 21 gennaio 1901   | 4 marzo 1901      |
|                                         |                  | Stojan Danev (1858-1949)                    | Partito Liberale Progressista                            | Karavelov IV                 | 4 marzo 1901      | 4 gennaio 1902    |
| Danev I                                 | 4 gennaio 1902   | Stojan Danev (1858-1949)                    | Partito Liberale Progressista                            | 17 novembre 1902             |                   |                   |
| Danev II                                | 17 novembre 1902 | Stojan Danev (1858-1949)                    | Partito Liberale Progressista                            | 31 marzo 1903                |                   |                   |
| Danev III                               | 31 marzo 1903    | Stojan Danev (1858-1949)                    | Partito Liberale Progressista                            | 18 maggio 1903               |                   |                   |
|                                         |                  | Račo Petrov (1861-1942)                     | Indipendente                                             | Petrov II                    | 18 maggio 1903    | 4 novembre 1906   |
|                                         |                  | Dimităr Stančov (1863-1940)                 | Indipendente                                             | Petkov                       | 4 novembre 1906   | 12 marzo 1907     |
| Stančov                                 | 12 marzo 1907    | Dimităr Stančov (1863-1940)                 | Indipendente                                             | 16 marzo 1907                |                   |                   |
| Gudev                                   | 16 marzo 1907    | Dimităr Stančov (1863-1940)                 | Indipendente                                             | 29 gennaio 1908              |                   |                   |

### Regno di Bulgaria (1908-1946)
| Ministro                                | Ministro          | Ministro                                   | Partito                                             | Governo          | Mandato           | Mandato           |
| Ministro                                | Ministro          | Ministro                                   | Partito                                             | Governo          | Inizio            | Fine              |
| --------------------------------------- | ----------------- | ------------------------------------------ | --------------------------------------------------- | ---------------- | ----------------- | ----------------- |
| Affari esteri e denominazioni religiose |                   |                                            |                                                     |                  |                   |                   |
|                                         |                   | Stefan Paprikov (1858-1920)                | Indipendente                                        | Malinov I        | 29 gennaio 1908   | 18 settembre 1910 |
|                                         |                   | Aleksandăr Malinov (1867-1938)             | Partito Democratico                                 | Malinov II       | 16 marzo 1907     | 29 marzo 1911     |
|                                         |                   | Ivan Gešov (1849-1924)                     | Partito Popolare                                    | Gešov            | 29 marzo 1911     | 14 giugno 1913    |
|                                         |                   | Stojan Danev (1858-1949)                   | Partito Liberale Progressista                       | Danev IV         | 14 giugno 1913    | 17 luglio 1913    |
|                                         |                   | Nikola Genadiev (1868-1923)                | Partito Liberale Popolare                           | Radoslavov II    | 17 luglio 1913    | 30 dicembre 1913  |
|                                         |                   | Vasil Radoslavov (1854-1929)               | Partito Liberale (Radoslavisti)                     | Radoslavov III   | 30 dicembre 1913  | 21 giugno 1918    |
|                                         |                   | Aleksandăr Malinov (1867-1938)             | Partito Democratico                                 | Malinov III      | 21 giugno 1918    | 17 ottobre 1918   |
|                                         |                   | Teodor Teodorov (1859-1924)                | Partito Popolare                                    | Malinov IV       | 17 ottobre 1918   | 28 novembre 1918  |
| Teodorov I                              | 28 novembre 1918  | Teodor Teodorov (1859-1924)                | Partito Popolare                                    | 7 maggio 1919    |                   |                   |
| Teodorov II                             | 7 maggio 1919     | Teodor Teodorov (1859-1924)                | Partito Popolare                                    | 6 ottobre 1919   |                   |                   |
|                                         |                   | Mihail Madžarov (1854-1944)                | Partito Popolare                                    | Stambolijski I   | 6 ottobre 1919    | 16 aprile 1920    |
|                                         |                   | Aleksandăr Stambolijski (1879-1923)        | Unione Nazionale Agraria Bulgara                    | Stambolijski I   | 16 aprile 1920    | 9 febbraio 1923   |
| Stambolijski II                         | 9 febbraio 1923   | Aleksandăr Stambolijski (1879-1923)        | Unione Nazionale Agraria Bulgara                    | 9 giugno 1923    |                   |                   |
|                                         |                   | Aleksandăr Cankov (ad interim) (1879-1959) | Alleanza Democratica                                | Cankov I         | 9 giugno 1923     | 10 giugno 1923    |
|                                         |                   | Hristo Kalfov (1883-1945)                  | Alleanza Democratica                                | Cankov I         | 10 giugno 1923    | 22 settembre 1923 |
| Cankov II                               | 22 settembre 1923 | Hristo Kalfov (1883-1945)                  | Alleanza Democratica                                | 4 gennaio 1926   |                   |                   |
|                                         |                   | Atanas Burov (1875-1954)                   | Alleanza Democratica                                | Ljapčev I        | 4 gennaio 1926    | 12 settembre 1928 |
| Ljapčev II                              | 12 settembre 1928 | Atanas Burov (1875-1954)                   | Alleanza Democratica                                | 15 maggio 1930   |                   |                   |
| Ljapčev III                             | 15 maggio 1930    | Atanas Burov (1875-1954)                   | Alleanza Democratica                                | 29 giugno 1931   |                   |                   |
|                                         |                   | Aleksandăr Malinov (1867-1938)             | Partito Democratico                                 | Malinov V        | 29 giugno 1931    | 7 settembre 1931  |
|                                         |                   | Nikola Mušanov (1872-1951)                 | Partito Democratico                                 | Mušanov I        | 7 settembre 1931  | 12 ottobre 1931   |
| Mušanov II                              | 12 ottobre 1931   | Nikola Mušanov (1872-1951)                 | Partito Democratico                                 | 31 dicembre 1932 |                   |                   |
| Mušanov III                             | 31 dicembre 1932  | Nikola Mušanov (1872-1951)                 | Partito Democratico                                 | 19 maggio 1934   |                   |                   |
|                                         |                   | Kimon Georgiev (1882-1969)                 | Zveno                                               | Georgiev I       | 19 maggio 1934    | 23 maggio 1934    |
|                                         |                   | Konstantin Batolov (1878-1938)             | Partito Democratico (1934-1935) Indipendente (1935) | Georgiev I       | 23 maggio 1934    | 22 gennaio 1935   |
|                                         | Zlatev            | Konstantin Batolov (1878-1938)             | Partito Democratico (1934-1935) Indipendente (1935) | 22 gennaio 1935  | 21 aprile 1935    |                   |
|                                         |                   | Georgi Kjoseivanov (1884-1960)             | Indipendente                                        | Tošev            | 21 aprile 1935    | 23 novembre 1935  |
| Kjoseivanov I                           | 23 novembre 1935  | Georgi Kjoseivanov (1884-1960)             | Indipendente                                        | 4 luglio 1936    |                   |                   |
| Kjoseivanov II                          | 4 luglio 1936     | Georgi Kjoseivanov (1884-1960)             | Indipendente                                        | 14 novembre 1938 |                   |                   |
| Kjoseivanov III                         | 14 novembre 1938  | Georgi Kjoseivanov (1884-1960)             | Indipendente                                        | 23 ottobre 1939  |                   |                   |
| Kjoseivanov IV                          | 23 ottobre 1939   | Georgi Kjoseivanov (1884-1960)             | Indipendente                                        | 15 febbraio 1940 |                   |                   |
|                                         |                   | Ivan Popov (1890-1944)                     | Indipendente                                        | Filov I          | 15 febbraio 1940  | 11 aprile 1942    |
|                                         |                   | Bogdan Filov (1883-1945)                   | Indipendente                                        | Filov II         | 11 aprile 1942    | 14 settembre 1943 |
|                                         |                   | Sava Kirov (1893-1972)                     | Indipendente                                        | Božilov          | 14 settembre 1943 | 14 ottobre 1943   |
|                                         |                   | Dimităr Šišmanov (1889-1945)               | Indipendente                                        | Božilov          | 14 ottobre 1943   | 1º giugno 1944    |
|                                         |                   | Ivan Bagrjanov (ad interim) (1891-1945)    | Indipendente                                        | Bagrjanov        | 1º giugno 1944    | 12 giugno 1944    |
|                                         |                   | Părvan Draganov (1890-1945)                | Indipendente                                        | Bagrjanov        | 12 giugno 1944    | 2 settembre 1944  |
|                                         |                   | Konstantin Muraviev (1893-1965)            | Unione Nazionale Agraria Bulgara                    | Muraviev         | 2 settembre 1944  | 9 settembre 1944  |
|                                         |                   | Petko Stajnov (1890-1972)                  | Zveno                                               | Georgiev II      | 9 settembre 1944  | 31 marzo 1946     |
|                                         |                   | Georgi Kulišev (1885-1974)                 | Zveno                                               | Georgiev III     | 31 marzo 1946     | 23 novembre 1946  |

### Repubblica Popolare di Bulgaria (1946-1990)
| Ministro                                | Ministro        | Ministro                       | Partito                       | Governo                                                                 | Mandato           | Mandato          |
| Ministro                                | Ministro        | Ministro                       | Partito                       | Governo                                                                 | Inizio            | Fine             |
| --------------------------------------- | --------------- | ------------------------------ | ----------------------------- | ----------------------------------------------------------------------- | ----------------- | ---------------- |
| Affari esteri e denominazioni religiose |                 |                                |                               |                                                                         |                   |                  |
|                                         |                 | Kimon Georgiev (1882-1969)     | Zveno                         | Dimitrov I                                                              | 23 novembre 1946  | 12 dicembre 1947 |
| Affari esteri                           |                 |                                |                               |                                                                         |                   |                  |
|                                         |                 | Vasil Kolarov (1877-1950)      | Partito Comunista Bulgaro     | Dimitrov II                                                             | 12 dicembre 1947  | 20 luglio 1949   |
| Kolarov I                               | 20 luglio 1949  | Vasil Kolarov (1877-1950)      | Partito Comunista Bulgaro     | 6 agosto 1949                                                           |                   |                  |
| Kolarov I                               |                 |                                | Vladimir Poptonov (1890-1952) | Partito Comunista Bulgaro                                               | 6 agosto 1949     | 20 gennaio 1950  |
| Kolarov II                              | 20 gennaio 1950 | 28 maggio 1950                 | Vladimir Poptonov (1890-1952) | Partito Comunista Bulgaro                                               |                   |                  |
| Kolarov II                              |                 |                                | Minčo Nejčev (1887-1956)      | Partito Comunista Bulgaro                                               | 28 maggio 1950    | 20 gennaio 1954  |
| Červenkov                               | 20 gennaio 1954 | 18 aprile 1956                 | Minčo Nejčev (1887-1956)      | Partito Comunista Bulgaro                                               |                   |                  |
| Jugov I                                 | 18 aprile 1956  | 20 agosto 1956                 | Minčo Nejčev (1887-1956)      | Partito Comunista Bulgaro                                               |                   |                  |
| Jugov I                                 |                 |                                | Karlo Lukanov (1897-1982)     | Partito Comunista Bulgaro                                               | 20 agosto 1956    | 15 gennaio 1958  |
| Jugov II                                | 15 gennaio 1958 | 17 marzo 1962                  | Karlo Lukanov (1897-1982)     | Partito Comunista Bulgaro                                               |                   |                  |
| Jugov III                               | 17 marzo 1962   | 27 novembre 1962               | Karlo Lukanov (1897-1982)     | Partito Comunista Bulgaro                                               |                   |                  |
|                                         |                 | Ivan Hristov Bašev (1916-1971) | Partito Comunista Bulgaro     | Živkov I                                                                | 27 novembre 1962  | 12 marzo 1966    |
| Živkov II                               | 12 marzo 1966   | Ivan Hristov Bašev (1916-1971) | Partito Comunista Bulgaro     | 9 luglio 1971                                                           |                   |                  |
| Todorov I                               | 9 luglio 1971   | Ivan Hristov Bašev (1916-1971) | Partito Comunista Bulgaro     | 17 dicembre 1971                                                        |                   |                  |
| Todorov I                               |                 |                                | Petăr Mladenov (1936-2000)    | Partito Comunista Bulgaro                                               | 17 dicembre 1971  | 17 giugno 1976   |
| Todorov II                              | 17 giugno 1976  | 18 giugno 1981                 | Petăr Mladenov (1936-2000)    | Partito Comunista Bulgaro                                               |                   |                  |
| Filipov                                 | 18 giugno 1981  | 19 giugno 1986                 | Petăr Mladenov (1936-2000)    | Partito Comunista Bulgaro                                               |                   |                  |
| Atanasov                                | 19 giugno 1986  | 17 novembre 1989               | Petăr Mladenov (1936-2000)    | Partito Comunista Bulgaro                                               |                   |                  |
| Atanasov                                |                 |                                | Bojko Dimitrov (1941)         | Partito Comunista Bulgaro (1989-1990) Partito Socialista Bulgaro (1990) | 17 novembre 1989  | 8 febbraio 1990  |
|                                         | Lukanov I       | 8 febbraio 1990                | Bojko Dimitrov (1941)         | Partito Comunista Bulgaro (1989-1990) Partito Socialista Bulgaro (1990) | 21 settembre 1990 |                  |
|                                         |                 | Ljuben Gocev (1930-2020)       | Partito Socialista Bulgaro    | Lukanov II                                                              | 21 settembre 1990 | 15 novembre 1990 |

### Repubblica di Bulgaria (1990-presente)
| Ministro      | Ministro          | Ministro                              | Partito                                          | Governo          | Mandato          | Mandato           |
| Ministro      | Ministro          | Ministro                              | Partito                                          | Governo          | Inizio           | Fine              |
| ------------- | ----------------- | ------------------------------------- | ------------------------------------------------ | ---------------- | ---------------- | ----------------- |
| Affari esteri |                   |                                       |                                                  |                  |                  |                   |
|               |                   | Ljuben Gocev (1930-2020)              | Partito Socialista Bulgaro                       | Lukanov II       | 15 novembre 1990 | 22 dicembre 1990  |
|               |                   | Viktor Vǎlkov (1936)                  | Unione Nazionale Agraria Bulgara                 | Popov            | 22 dicembre 1990 | 8 novembre 1991   |
|               |                   | Stojan Ganev (1955-2013)              | Unione delle Forze Democratiche                  | Dimitrov         | 8 novembre 1991  | 30 dicembre 1992  |
|               |                   | Ljuben Berov (ad interim) (1925-2006) | Indipendente                                     | Berov            | 30 dicembre 1992 | 23 giugno 1993    |
|               |                   | Stanislav Daskalov (1952)             | Indipendente                                     | Berov            | 23 giugno 1993   | 17 ottobre 1994   |
|               |                   | Ivan Stančov (ad interim) (1929-2021) | Indipendente                                     | Indžova          | 17 ottobre 1994  | 25 gennaio 1995   |
|               |                   | Georgi Pirinski (1948)                | Partito Socialista Bulgaro                       | Videnov          | 25 gennaio 1995  | 14 novembre 1996  |
|               |                   | Irina Bokova (ad interim) (1952)      | Partito Socialista Bulgaro                       | Videnov          | 14 novembre 1996 | 12 febbraio 1997  |
|               |                   | Stojan Stalev (ad interim) (1952)     | Indipendente                                     | Sofijanski       | 12 febbraio 1997 | 21 maggio 1997    |
|               |                   | Nadežda Mihajlova (1962)              | Unione delle Forze Democratiche                  | Kostov           | 21 maggio 1997   | 24 luglio 2001    |
|               |                   | Solomon Passy (1956)                  | Movimento Nazionale Simeone Secondo              | Sakskoburggocki  | 24 luglio 2001   | 17 agosto 2005    |
|               |                   | Ivajlo Kalfin (1964)                  | Partito Socialista Bulgaro                       | Stanišev         | 17 agosto 2005   | 27 luglio 2009    |
|               |                   | Rumjana Želeva (1969)                 | Cittadini per lo Sviluppo Europeo della Bulgaria | Borisov I        | 27 luglio 2009   | 27 gennaio 2010   |
|               |                   | Nikolaj Mladenov (1972)               | Cittadini per lo Sviluppo Europeo della Bulgaria | Borisov I        | 27 gennaio 2010  | 13 marzo 2013     |
|               |                   | Marin Rajkov (ad interim) (1960)      | Indipendente                                     | Rajkov           | 13 marzo 2013    | 29 maggio 2013    |
|               |                   | Kristian Vigenin (1975)               | Partito Socialista Bulgaro                       | Orešarski        | 29 maggio 2013   | 6 agosto 2014     |
|               |                   | Daniel Mitov (1977)                   | Movimento Bulgaria per i Cittadini               | Bliznaški        | 6 agosto 2014    | 7 novembre 2014   |
| Borisov II    | 7 novembre 2014   | Daniel Mitov (1977)                   | Movimento Bulgaria per i Cittadini               | 27 gennaio 2017  |                  |                   |
|               |                   | Radi Naidenov (ad interim) (1962)     | Indipendente                                     | Gerdžikov        | 27 gennaio 2017  | 4 maggio 2017     |
|               |                   | Ekaterina Zaharieva (1975)            | Cittadini per lo Sviluppo Europeo della Bulgaria | Borisov III      | 4 maggio 2017    | 12 maggio 2021    |
|               |                   | Svetlan Stoev (ad interim) (1962)     | Indipendente                                     | Janev I          | 12 maggio 2021   | 16 settembre 2021 |
| Janev II      | 16 settembre 2021 | Svetlan Stoev (ad interim) (1962)     | Indipendente                                     | 13 dicembre 2021 |                  |                   |
|               |                   | Teodora Genčovska (1971)              | C'è un Popolo come Questo                        | Petkov           | 13 dicembre 2021 | 2 agosto 2022     |
|               |                   | Nikolaj Milkov (ad interim) (1957)    | Indipendente                                     | Donev I          | 2 agosto 2022    | 3 febbraio 2023   |
| Donev II      | 3 febbraio 2023   | Nikolaj Milkov (ad interim) (1957)    | Indipendente                                     | 3 maggio 2023    |                  |                   |
| Donev II      |                   |                                       | Ivan Kondov (ad interim) (1968)                  | Indipendente     | 3 maggio 2023    | 6 giugno 2023     |
|               |                   | Marija Gabriel (1979)                 | Cittadini per lo Sviluppo Europeo della Bulgaria | Denkov           | 6 giugno 2023    | 9 aprile 2024     |
|               |                   | Stefan Dimitrov (ad interim) (1966)   | Indipendente                                     | Glavčev I        | 9 aprile 2024    | 22 aprile 2024    |
|               |                   | Dimităr Glavčev (ad interim) (1966)   | Cittadini per lo Sviluppo Europeo della Bulgaria | Glavčev I        | 22 aprile 2024   | 27 agosto 2024    |
|               |                   | Ivan Kondov (ad interim) (1968)       | Indipendente                                     | Glavčev II       | 27 agosto 2024   | 16 gennaio 2025   |
|               |                   | Georg Georgiev (1991)                 | Cittadini per lo Sviluppo Europeo della Bulgaria | Željazkov        | 16 gennaio 2025  | in carica         |

### Esplicative
1. ↑  Ricopre anche la carica di Ministro delle finanze.
2. 1 2 3 4 5 6 7 8 9 10 11 12 13 14  Ricopre anche la carica di Primo ministro.
3. ↑  Con un colpo di Stato, il principe Alessandro I di Bulgaria assunse il potere assoluto, sospendendo la costituzione democratica.
4. 1 2 3 4 5 6 7  Già Primo ministro.
5. ↑  Ad interim fino al 1º novembre 1896, ricopre anche la carica di Primo ministro.
6. ↑  Ricopre anche la carica di Primo ministro dal 22 dicembre 1901 al 6 maggio 1903.
7. ↑  Ricopre anche la carica di Primo ministro dal 27 febbraio al 3 marzo 1907.
8. ↑  Ricopre anche la carica di Primo ministro dal 28 novembre 1918.
9. ↑  Ad interim fino al 24 giugno 1921, ricopre anche la carica di Primo ministro.
10. ↑  Ricopre anche la carica di Primo ministro dal 23 novembre 1935.
11. ↑  Ricopre anche la carica di Vicepresidente del Consiglio dei ministri.
12. ↑  Ricopre anche la carica di Vicepresidente del Consiglio dei ministri fino al 20 luglio 1949, e Presidente del Consiglio dei ministri dal 20 luglio 1949.
13. 1 2 3  Ricopre anche la carica di Vice primo ministro.
14. ↑  Ad interim fino al 7 novembre 2014.